# Виртежу (Бузеу)
Виртежу (рум. Vârteju) — село у повіті Бузеу в Румунії. Входить до складу комуни Лопетарі.
Село розташоване на відстані 119 км на північ від Бухареста, 39 км на північний захід від Бузеу, 113 км на захід від Галаца, 77 км на схід від Брашова.

## Населення
За даними перепису населення 2002 року у селі проживали 100 осіб, усі — румуни. Усі жителі села рідною мовою назвали румунську.